# Boxed (Eurythmics)
Boxed är en CD-box med Eurythmics som innehåller 8 av deras musikalbum och över 40 extra låtar. Den gavs ut 14 november 2005.

## Albumen i CD-boxen
- In the Garden
- Sweet Dreams (Are Made of This)
- Touch
- Be Yourself Tonight
- Revenge
- Savage
- We Too Are One
- Peace